# Wolfgang Comploy
Wolfgang Comploy (* 25. Januar 1948) ist ein ehemaliger deutscher Fußballspieler.

## Karriere
Comploy begann in der Fußballabteilung des TSV Dachau 1865 mit dem Fußballspielen und gelangte später in die Jugendabteilung des FC Bayern München. Dem Jugendalter entwachsen rückte er zur Saison 1966/67 in den Profi-Kader auf. Nachdem er auch in seiner zweiten Spielzeit kein einziges Mal in der Bundesliga, der höchsten deutschen Spielklasse, eingesetzt wurde, verließ er die Mannschaft.
Seine letzte Saison als Fußballer absolvierte er 1970/71 für den zweitklassigen Regionalligisten FC Wacker München, für den er acht Punktspiele bestritt.

## Erfolge
- Europapokalsieger der Pokalsieger 1967 (mit dem FC Bayern München; ohne Einsatz)
- DFB-Pokal-Sieger 1967 (mit dem FC Bayern München; ohne Einsatz)